# 썬더맨

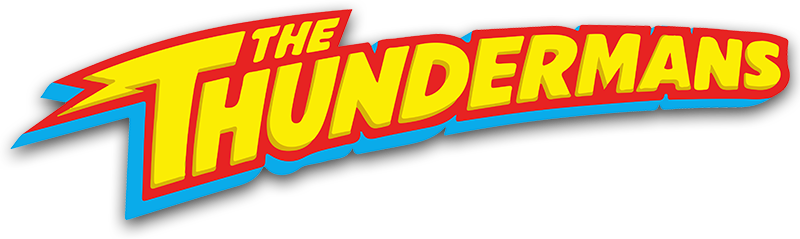

《썬더맨》(영어: The Thundermans)은 미국의 코미디 드라마로, 니켈로디언에서 2013년 10월 14일에 첫 방송되었다.

## 출연
- 키라 코새린 - 피비 선더먼 역
- 잭 그리포 - 맥스 선더먼 역
- 애디슨 리크 - 노라 선더먼 역
- 디에고 벨라스케스 - 빌리 선더먼 역
- 크리스 톨먼 - 행크 선더먼 역
- 로사 블라시 - 바브 선더먼 역
- 마야 리 클라크 - 클로이 선더먼 역